# Wspólnota administracyjna Stegaurach
Wspólnota administracyjna Stegaurach (niem. Verwaltungsgemeinschaft Stegaurach) – dawna wspólnota administracyjna leżąca w Niemczech, w Bawarii, w powiecie Bamberg. Wspólnota powstała 1 maja 1978, jej siedziba znajdowała się w Stegaurach.
Wspólnota administracyjna zrzeszała dwie gminy:
- Stegaurach, 6.764 mieszkańców, 23,89 km²
- Walsdorf, 2.613 mieszkańców, 16,22 km²

1 stycznia 2013 została rozwiązana.
Położenie gmin:

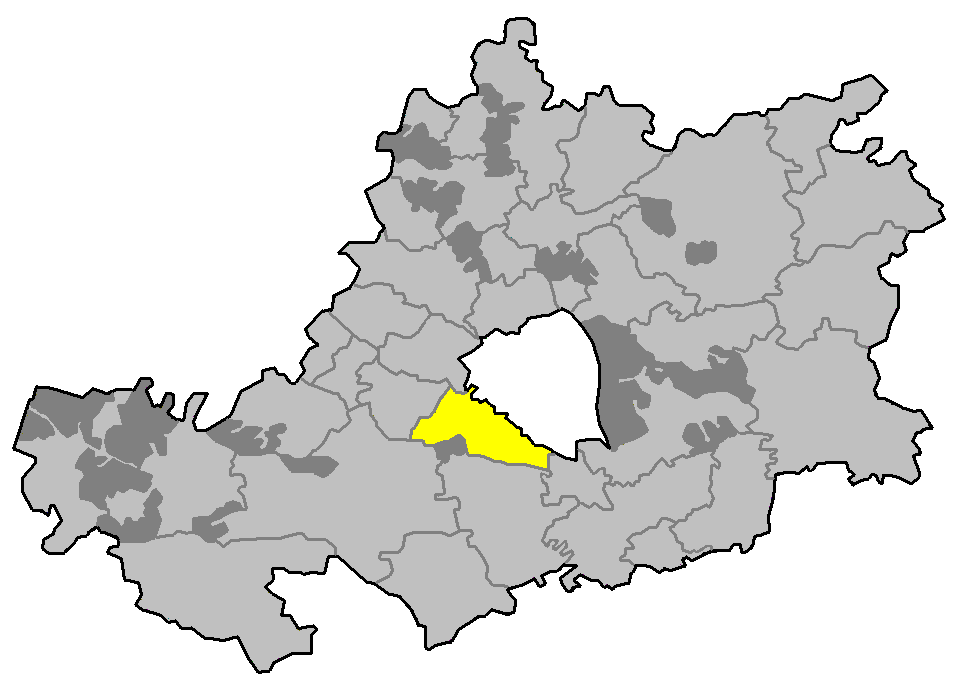
Stegaurach
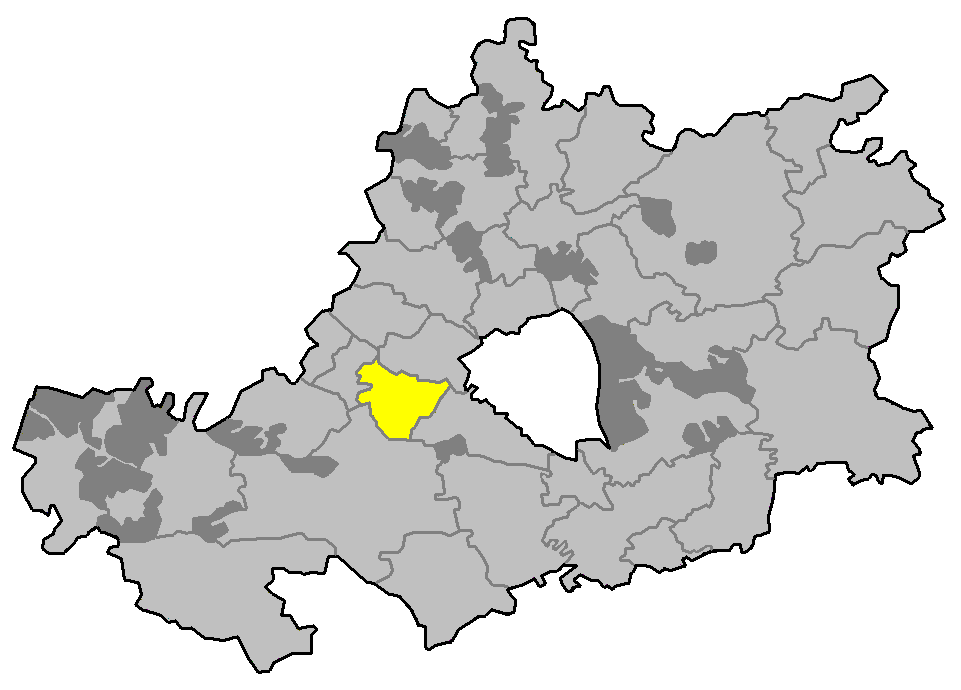
Walsdorf